# Corte Franca
Corte Franca (lombardul: Córt Frànca) település Olaszországban, Lombardia régióban, Brescia megyében. Lakosainak száma 7139 fő (2023. január 1.). Corte Franca Adro, Cazzago San Martino, Iseo, Passirano, Provaglio d’Iseo és Capriolo községekkel határos.

## Népesség
A település lakossága az elmúlt években az alábbi módon változott:
| Lakosok száma | 7262 | 7201 | 7139 |
|               | 2017 | 2018 | 2023 |